# Горски пейзаж със седнал пастир
„Горски пейзаж със седнал пастир“ (на английски: Wooded Landscape with a Herdsman Seated) е картина от английския художник Томас Гейнзбъро от 1748 г.
Картината е нарисувана с маслени бои върху платно. Има размери 49 x 65 cm.
Продадена е на търг от „Кристис“ през 1985 г. и от „Сотбис“ през 1986 г. Закупена е от Националния колекционерски фонд за изкуство през 1990 г.
Част е от колекцията на „Гейнсбъро хаус“ в град Съдбъри, графство Съфолк, Англия, Великобритания.